# Die neue Fußballwoche
Die Zeitschrift Die neue Fußballwoche, abgekürzt als fuwo bezeichnet, war eine wöchentlich erscheinende Fachzeitschrift in der DDR. Neben dem Deutschen Sportecho war sie die auflagenstärkste Sportzeitung.

## Historie
Sie wurde erstmals am 11. Oktober 1949 in einer Auflage von 51.000 Exemplaren herausgegeben. Über 200.000 Stück erreichte sie mit schließlich 300.000 Stück ihre höchste, bis 1989/90 gedruckte Auflage. In den meisten Jahren der DDR war ein Abonnement dank eines Sperrvermerks kaum möglich. Der Startumfang von 16 Seiten wurde nur zu Beginn der 1950er-Jahre kurz erhöht, bis er dann bis 1990 bei den ursprünglichen 16 Seiten verharrte. Zunächst noch mit farbigen Titelseiten gedruckt, verschwand 1983 mit der roten Farbe der letzte Rest Farbigkeit im Blatt. Die Neue Fußballwoche erschien zu einem Preis von 50 Pfennig jeden Dienstag und war in Ost-Berlin bereits am Montagnachmittag erhältlich. Zunächst wurde die Zeitung von den Sportjournalisten des Berliner Sportverlages Hans Jarke und Werner Caßbaum herausgegeben. Später war der Herausgeber der Deutsche Fußball-Verband der DDR. Zwischen 1960 und 1985 fungierte Klaus Schlegel als Chefredakteur. Krankheitsbedingt wurde er 1985 nach einer Interimsphase unter Günter Simon von Jürgen Nöldner abgelöst. 1989/90 galt das Blatt als Informationsquelle für neue Strukturen im DDR-Fußball. Ab der ersten Ausgabe 1990 erschien die Neue Fußballwoche als unabhängiges Fachmagazin, nur wieder farbig. Nach Nöldners Wechsel zum kicker Sportmagazin 1990, bei dem er gemeinsam mit Horst Friedemann die Redaktion Ost aufbaute, war Simon 1990/91 Chefredakteur. Für die letzten Jahre der Existenz des Blattes übernahm Jürgen Eilers vom Springer-Verlag, der 1990/91 den Sportverlag Berlin übernommen hatte, diese Position.
Die fuwo erschien im Berliner Sportverlag. Sie berichtete umfangreich über Oberliga und die Liga, veröffentlichte den aktuellen Tabellenstand in den 15 Bezirksligen und informierte über den internationalen Fußball. Die Redaktion widmete den Begegnungen der höchsten Spielklasse des DDR-Fußballs ausführliche Spielberichte und analytische Betrachtungen. Sie sparte, was ebenso für die groß angelegte Berichterstattung über die A-Nationalelf und Olympiaauswahl galt, nicht mit Kritik an den Leistungen des heimischen Fußballsports. Allerdings wurden politische Entscheidungen, wie die Bevorzugung des BFC Dynamo in den 1980er-Jahren und auch die Ausschlüsse von Spielern wie Peter Kotte, Matthias Müller und Gerd Weber aus dem (höherklassigen) Fußball der DDR, kritiklos übernommen.
Ebenso Bestandteil der redaktionellen Arbeit waren umfangreiche statistische Auswertungen. Unter anderem erstellte die fuwo regelmäßig – jeweils zur Winterpause und nach Saisonende – eine Bestenliste der ostdeutschen Erstligakicker auf Basis ihrer Benotungen, mit denen die Leistungen der Spieler zwischen 0 (niedrigster Wert) und 10 (höchster Wert) bewertet wurden. In der DDR vergab die Zeitung von 1963 bis 1991 die Auszeichnung Fußballer des Jahres. Wähler waren jedoch nicht die Leser, sondern die Sportredaktionen der Tageszeitungen, während die Leser deren Wahl voraussagen sollten. Einmalig im Jahr 1972 spielten die Oberligaclubs- und gemeinschaften in der DDR um den Fuwo-Pokal.
Ab der Saison 1969/70 bis zur Saison 1989/90 erschienen jeweils im August „Sonderausgaben“ zur neuen Fußballsaison mit Vorstellungen der Oberliga-Mannschaften (ab 1978 in anderem Format als die Wochenzeitschrift und mit vierfarbigem Cover auf Glanzpapier). Zur Saison 1991/92 und 1992/93 erschienen Sonderausgaben zur neuen Bundesligasaison, zudem ein Sonderheft anlässlich der EM 1992. Zur letzten Saison der DDR-Oberliga 1990/91 erschien keine fuwo-Sonderausgabe, allerdings erschien zu dieser Saison das Sonderheft des kicker mit einem entsprechenden farbigen Extra-Teil zur Oberliga, der nur in den auf dem Gebiet der DDR vertriebenen Exemplaren enthalten war. 1991 erschien mit „Das war unser Fußball im Osten“ eine Sonderausgabe mit einer Retrospektive zum DDR-Fußball.
Zum 1. Januar 1993 wurde die fuwo (letzte Auflage 85.000 Exemplare) vom kicker Sportmagazin übernommen und zunächst als reine Abonnementszeitung mit Doppeltitel „fuwo/kicker“ weitergeführt, jedoch schon nach sieben Ausgaben eingestellt. Die letzte Ausgabe erschien am 15. Februar 1993.

## Trivia
Die im Raum Berlin erscheinende „Berliner Fußballwoche“ hat mit der ostdeutschen fuwo nichts zu tun. Sie erschien schon vor dem Zweiten Weltkrieg und nach 1945 in West-Berlin. Ihre Existenz ist vermutlich der Grund dafür, weshalb die fuwo aus dem Sportverlag die Vokabel „Neue“ vorangestellt bekam.
Bis zum Frühjahr 1983 hatte die Fachzeitung eine rote Auszeichnungsfarbe, ab Januar 1990 – ab da als „Die Fachzeitung“ im Untertitel geführt – wurde das Schwarz-Weiß der fuwo im Layout nun um die Farbe Blau ergänzt. Ab Sommer 1990 waren für den Titel und auch für die Innenseiten Farbfotos technisch möglich.
Am 10. Oktober 1991 erschien, analog zum kicker Sportmagazin, die erste Donnerstagsausgabe der fuwo. Den Erscheinungsrhythmus Montag und Donnerstag, also zweimal pro Woche, hielt das bis Dezember 1992 den Untertitel „Die Fußball-Zeitung“ tragenden Medium bis zu seiner Verschmelzung mit dem kicker Anfang 1993 bei.